# Belgioioso
Belgioioso (Balgiuùs o Belgiuùs in dialetto pavese), è un comune italiano di 6 478 abitanti della Provincia di Pavia in Lombardia. 
La Città di Belgioioso, si trova nel Pavese meridionale, nella pianura a pochi chilometri dalla riva sinistra del Po. Le frazioni Santa Margherita e San Giacomo si trovano sul bordo del terrazzo che domina la valle alluvionale del fiume. Il comune è lambito nel suo confine a est, presso la frazione Zagonara, dal fiume Olona.
Belgioioso fa parte dell'Unione dei Comuni Terre Viscontee del Basso pavese di cui è centro di riferimento per importanza e servizi.

## Storia
Nel XIV secolo, Belgioioso si chiamava Tabernellae. L'insediamento era dotato di un castello, di proprietà della famiglia pavese de Cazabove, dotato di ricetto e poi acquistato da Galeazzo II Visconti nel 1376 e di una chiesa, già menzionata nel 1322. Il castello fu ricostruito dai Visconti, signori e poi duchi di Milano, come castello di caccia, che chiamarono Zoiosus ('gioioso') e poi Belzoiosus. Nel 1431 il castello fu infeudato ad Alberico II da Barbiano, nipote dell'omonimo condottiero ed egli stesso valente capitano. I Da Barbiano discendono dai Conti di Cunio, di dantesca memoria, dai quali un ramo si staccò dalla natìa Romagna proprio per l'intitolazione del feudo lombardo. Da allora Belgioioso legherà indissolubilmente il suo nome a quello della nobile famiglia, i Barbiano di Belgioioso appunto, che ne divennero Conti e poi Principi nel 1769. Nello stesso anno Maria Teresa d'Austria concesse ai Barbiano di Belgioioso la possibilità di aprire a Belgioioso una zecca. La zecca non venne mai aperta, tuttavia i principi fecero coniare a Vienna ongari d'oro e talleri. Attorno al castello, che fu reso una splendida residenza principesca, i da Barbiano promossero la formazione di un vero paese, attirando coltivatori e artigiani.
Belgioioso era sede di squadra (podesteria) con il nome di Vicariato, che comprendeva molti centri vicini, e faceva parte della Campagna Sottana di Pavia. Si noti che il Vicariato di Belgioioso non era feudo dei Barbiano ma degli Estensi del ramo di San Martino, conti di Corteolona; passò ai primi per matrimonio nel 1757. Il principe Alberico XII pospose il cognome d'Este a quello familiare nell'anno 1775. Nel 1872 fu unito a Belgioioso il comune di Santa Margherita Po. Tra il 1929 e il 1947 fu momentaneamente unito a Belgioioso il comune di Torre de' Negri.
Nel corso della seconda guerra mondiale, Belgioioso fu uno dei comuni della Lombardia ad essere designati come località di internamento libero per profughi ebrei stranieri. Il 13 ottobre 1941 vi giunge la famiglia Sturm, di origine polacca (padre, madre e due figli), che, nonostante le tante restrizioni di polizia, ben si integra con la popolazione locale. Con l'occupazione tedesca e la Repubblica Sociale Italiana la famiglia viene alfine arrestata nell'ottobre 1944 da milizie repubblichine, condotta al campo di transito di Bolzano e quindi ad Auschwitz. A onorarne la memoria sono state collocate in paese, nel gennaio 2020, quattro pietre d'inciampo.

### Simboli
Lo stemma è utilizzato dal comune anche se privo di formale decreto di concessione.
Nella metà sinistra dello scudo è ripreso il blasone dei Barbiano di Belgioioso (scaccato di argento e di rosso; con il capo d'argento, caricato di una croce di rosso);
l'aquila d'argento è simbolo degli Este.
Il gonfalone è un drappo partito di giallo e di rosso.

### Onorificenze
Dal 17 marzo 2011, nella ricorrenza del 150º anniversario dell'Unità d'Italia, al comune di Belgioioso è stato conferito, per mano del Prefetto di Pavia, con Decreto del Presidente della Repubblica Giorgio Napolitano, il titolo di Città.

## Monumenti e luoghi d'interesse

### Castello medioevale e Villa

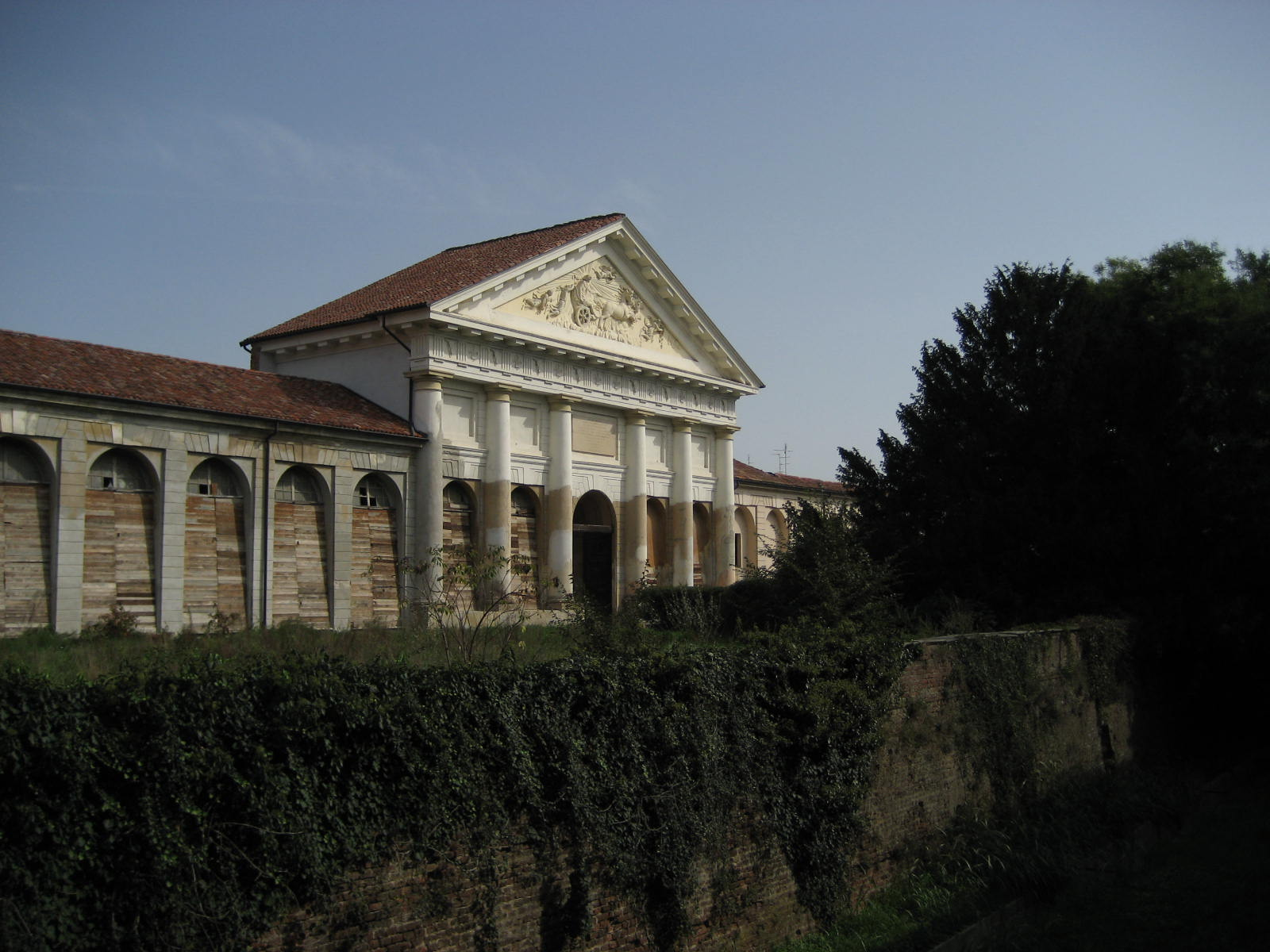
Le serre del castello di Belgioioso

Già infeudato dal Duca Filippo Maria Visconti ai Barbiano nel 1431. Nel XVIII secolo Antonio Barbiano ottenne l'innalzamento di Belgioioso a principato nel 1796 ed ampliò e ricostruì il castello medioevale, arricchendolo di vasti giardini e di serre in stile neoclassico opera dell'architetto Leopold Pollack. Il castello passò poi al figlio Alberico XII che fu amico di Parini e Foscolo e fu al centro della vita culturale milanese. È attualmente visitabile in occasione di mostre e manifestazioni.

### San Giacomo della Cerreta

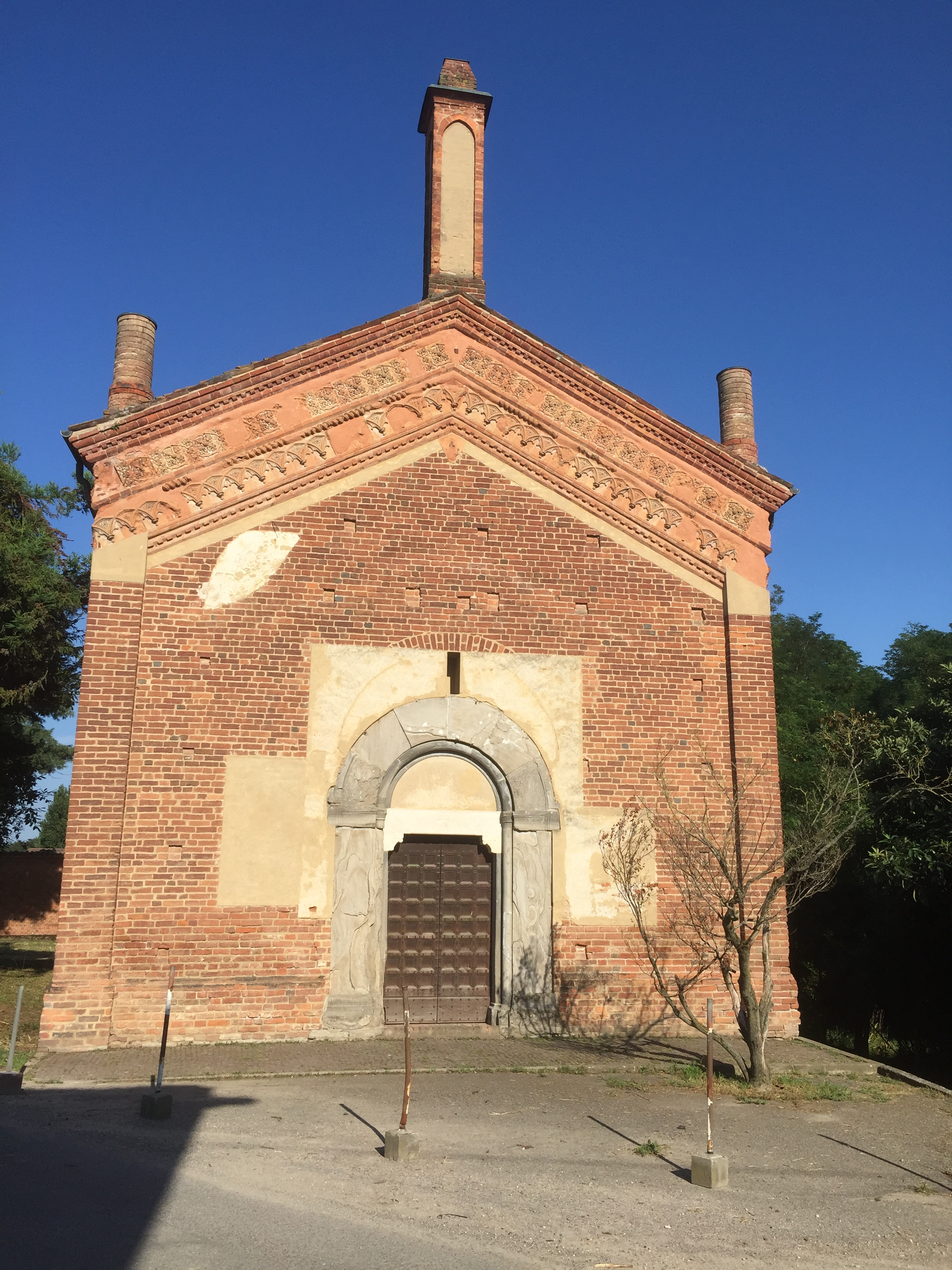
Facciata della chiesa di San Giacomo della Cerreta

Nella campagna tra Belgioioso e il fiume Po, presso la frazione di San Giacomo della Cerreta sorge la piccola chiesa di San Giacomo, meta dei pellegrini in quanto situato sull'antico percorso della Via Francigena, il cui nome si riferisce ad un'altra delle mete dei pellegrini medievali: Santiago di Compostella in Spagna. In passato, presso San Giacomo della Cerreta,  sorgeva  il piccolo insediamento di Porcaria, il cui toponimo rimanda all'allevamento di suini, documentato dal XII secolo e scomparso nel corso del Trecento. La chiesa è dell'arte lombarda della prima metà del XV secolo, è ad aula unica, interamente affrescata con dipinti di tipo votivo legati ai pellegrinaggi. Oltre alla Madonna, sono ripetutamente rappresentati San Rocco e San Giacomo, entrambi in vesti di pellegrini, con bastone e bisaccia. Nelle raffigurazioni di San Giacomo si aggiunge la caratteristica conchiglia che i pellegrini raccoglievano a Capo Finisterre, sulle spiagge dell'Oceano Atlantico, come segno e ricordo del viaggio compiuto.
- Chiesa di Santa Maria delle Grazie (o dei Frati).[13]

## Società
Gli abitanti di Belgioioso (belgioiosini), sono detti, nella tradizione popolare locale "Brüsacrist" (trad. "brucia cristo"): ciò deriva da un episodio, risalente al 1766, allorquando vi fu una rivolta della cittadinanza nei confronti della Curia Vescovile di Pavia, colpevole, secondo i belgioiosini, di temporeggiare eccessivamente per la designazione del nuovo Prevosto (Praepositus). In seguito a questa rivolta, che culminò, secondo la leggenda, con il rogo presso la piazza antistante il castello, di un Crocefisso ligneo (da qui il soprannome), si ottenne, caso di privilegio unico nel Diritto Canonico, la possibilità da parte dei capifamiglia belgioiosini, di decidere, con votazione a maggioranza, il Prevosto (Parroco) del paese. 
Tale privilegio è perdurato fino alla fine del secolo scorso. Il soprannome di "Brüsacrist" invece è tuttora in uso.

### Evoluzione demografica
Abitanti censiti

## Cultura
Il mercato settimanale di Belgioioso, istituito con Decreto dell'Imperatore Carlo V d'Asburgo nel 1546 e già raffigurato, nella seconda metà dell'Ottocento da Angelo Inganni in un dipinto a olio su tela, è stato insignito nell'anno 2009 dalla Regione Lombardia, del titolo di mercato storico (mercato a valenza storica di tradizione) e si tiene tradizionalmente ogni lunedì.

### Musica e Spettacolo
Il Corpo Bandistico Santa Cecilia, nato nel 1913, ha sede presso il locale Oratorio San Luigi.
Nel giugno del 1965, durante una manifestazione all'Università di Pavia, la banda fu diretta per alcuni minuti da Herbert Von Karajan.
Una curiosità legata a Belgioioso riguarda il debutto, nei primi anni '20 del novecento, come attore in una compagnia di prosa itinerante, di un giovanissimo Erminio Macario da Torino, divenuto poi grande attore comico e considerato il re della commedia e della rivista teatrale e televisiva italiana.

### Eventi
Presso il castello si organizzano, durante l'anno, svariate manifestazioni.
Si citano: 
- Vintage dedicata alla moda d'epoca, ai complementi d'abbigliamento d'epoca e di recupero
- "Officinalia" dedicata ai prodotti naturali, all'alimentazione biologica ed al benessere.

## Infrastrutture e trasporti
La stazione di Belgioioso è posta lungo la linea ferroviaria Pavia–Cremona.

## Amministrazione

### Gemellaggi
- La Fouillouse[16]

## Sport

### Calcio
La principale squadra di calcio della città è La Rondine 1924 

## Galleria d'immagini

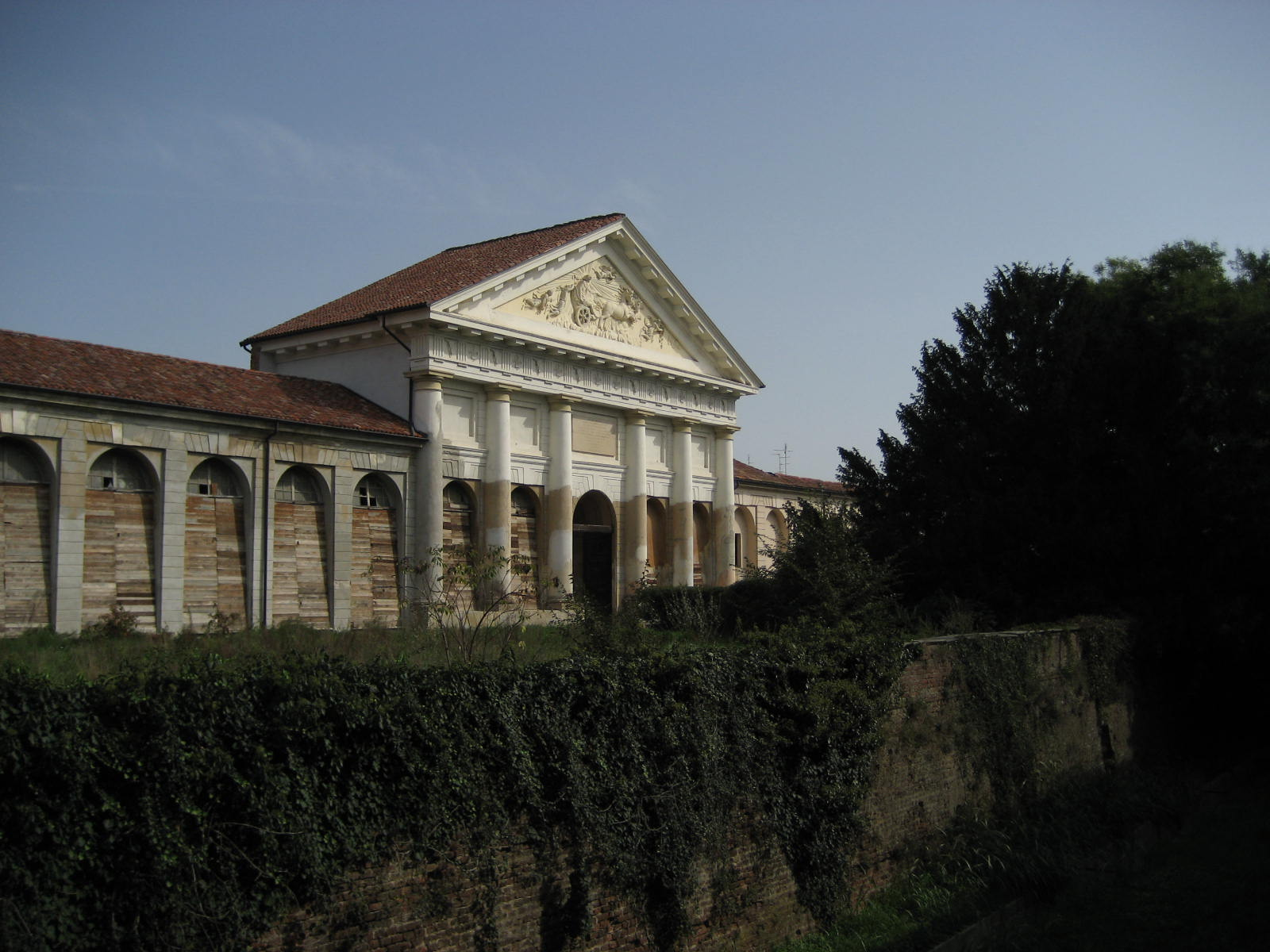
Le serre del Castello di Belgioioso
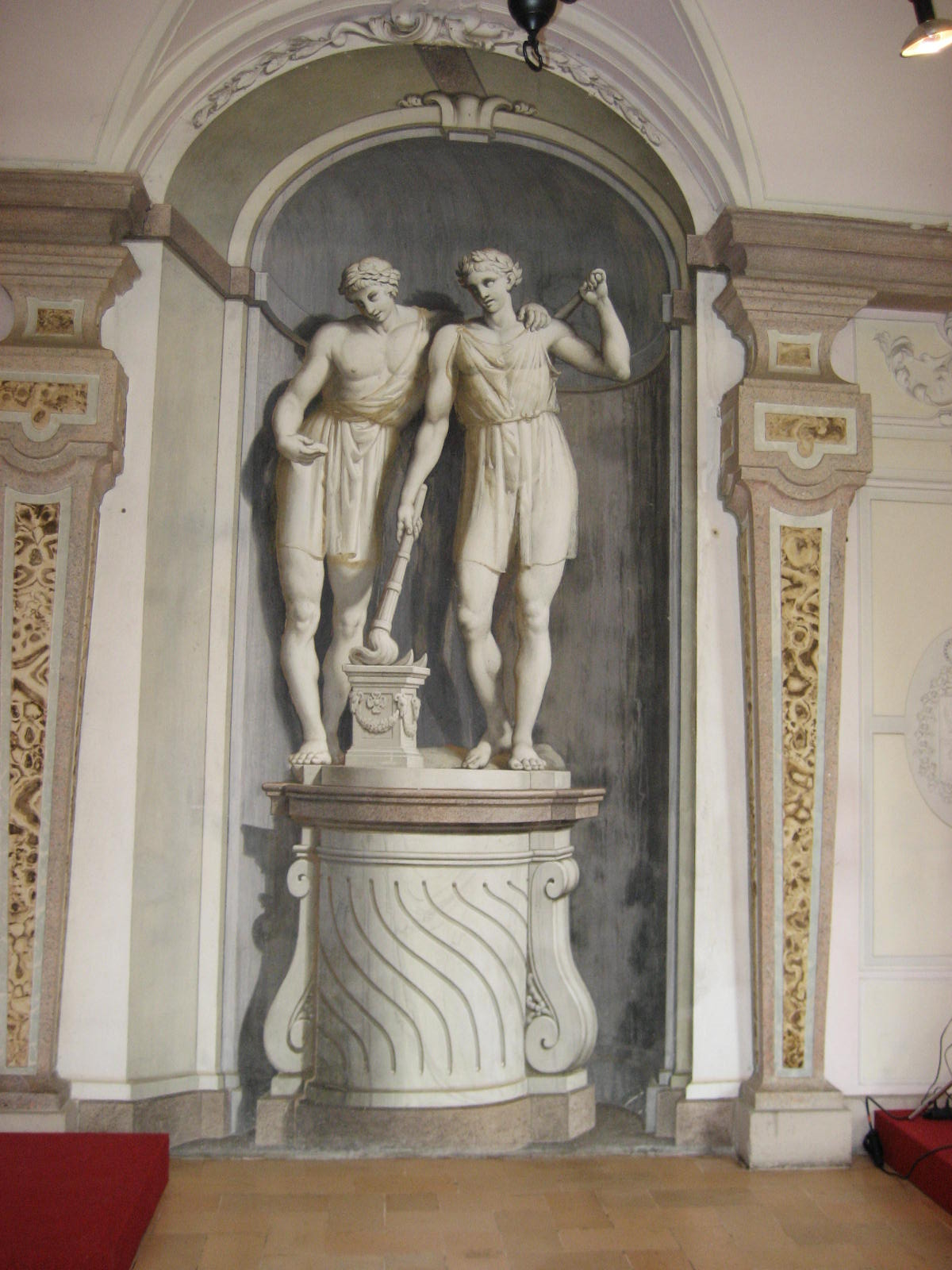
Dipinti all'Interno del Castello di Belgioioso
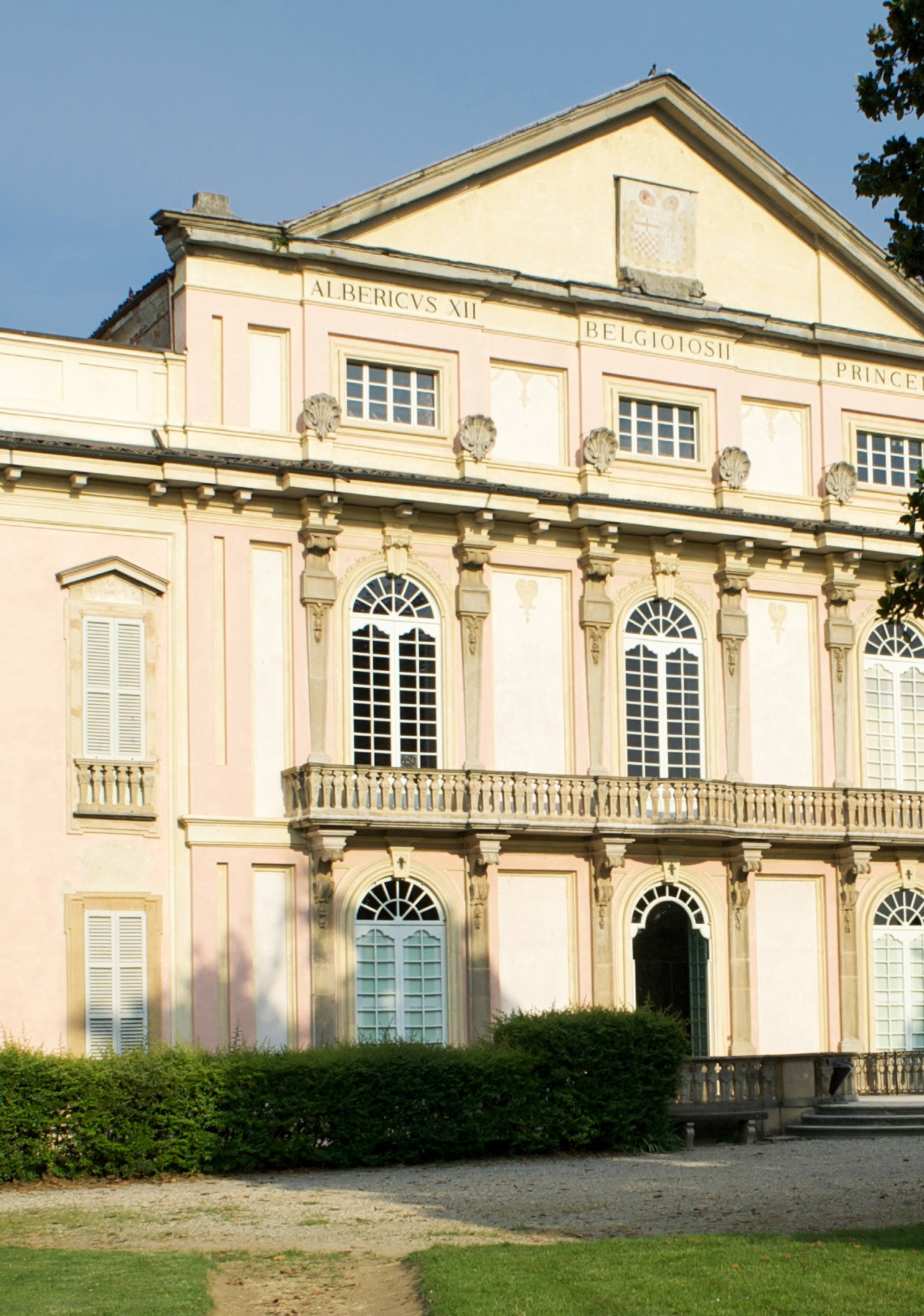
Facciata restaurata del Castello di Belgioioso
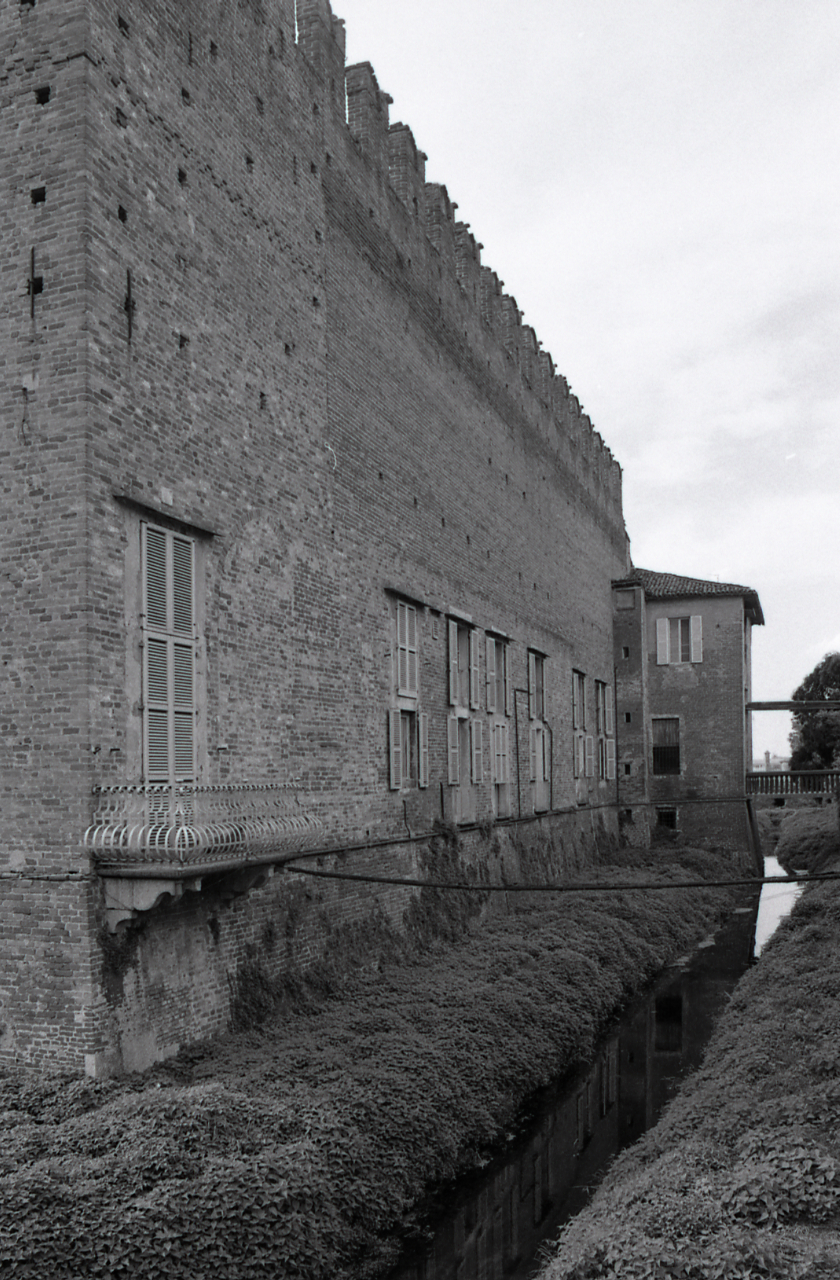
Servizio fotografico del 1980 di Paolo Monti su Belgioioso
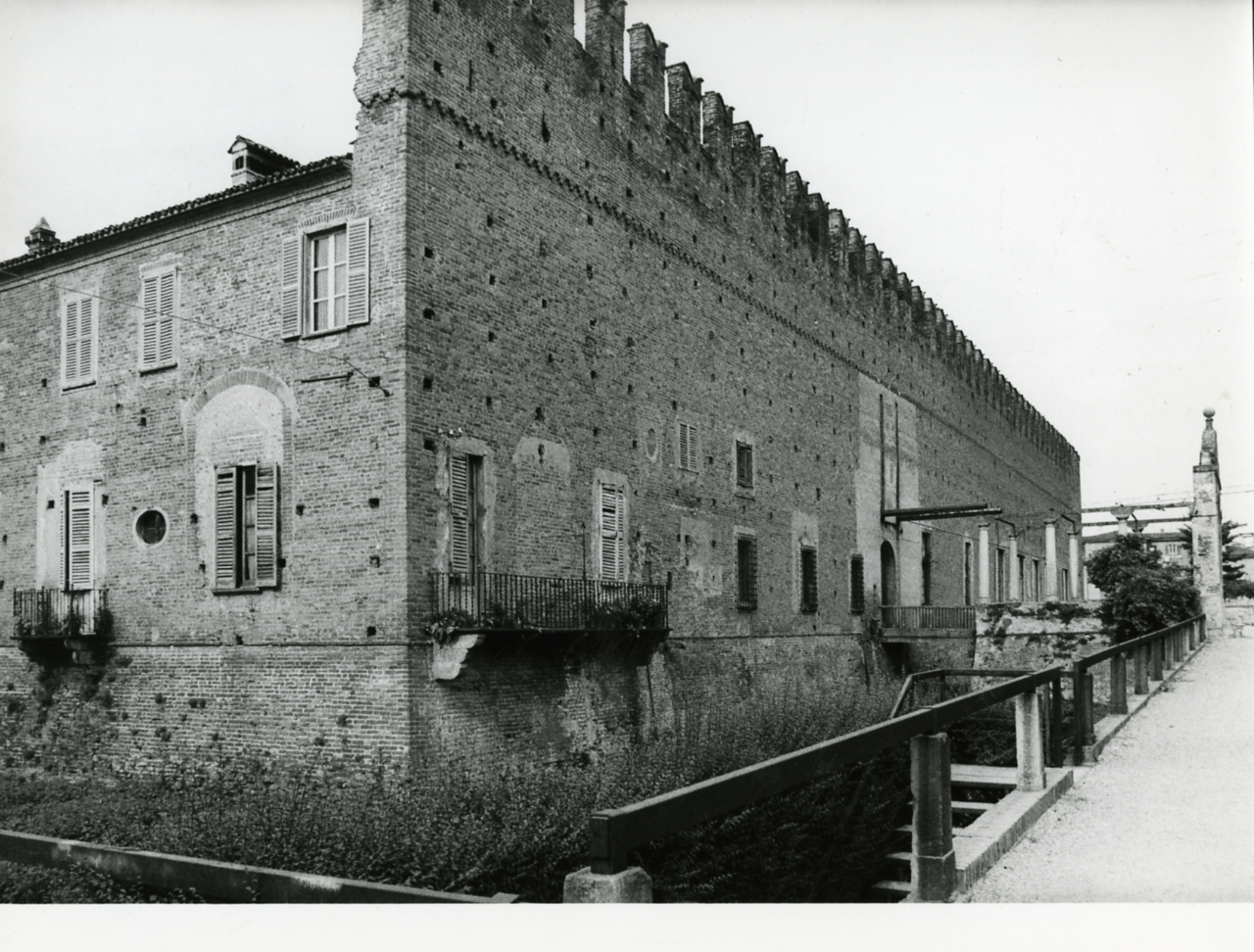
Servizio fotografico del 1980 di Paolo Monti su Belgioioso